# Benjaminia aridens
Benjaminia aridens là một loài tò vò trong họ Ichneumonidae.